# Martino Poggio

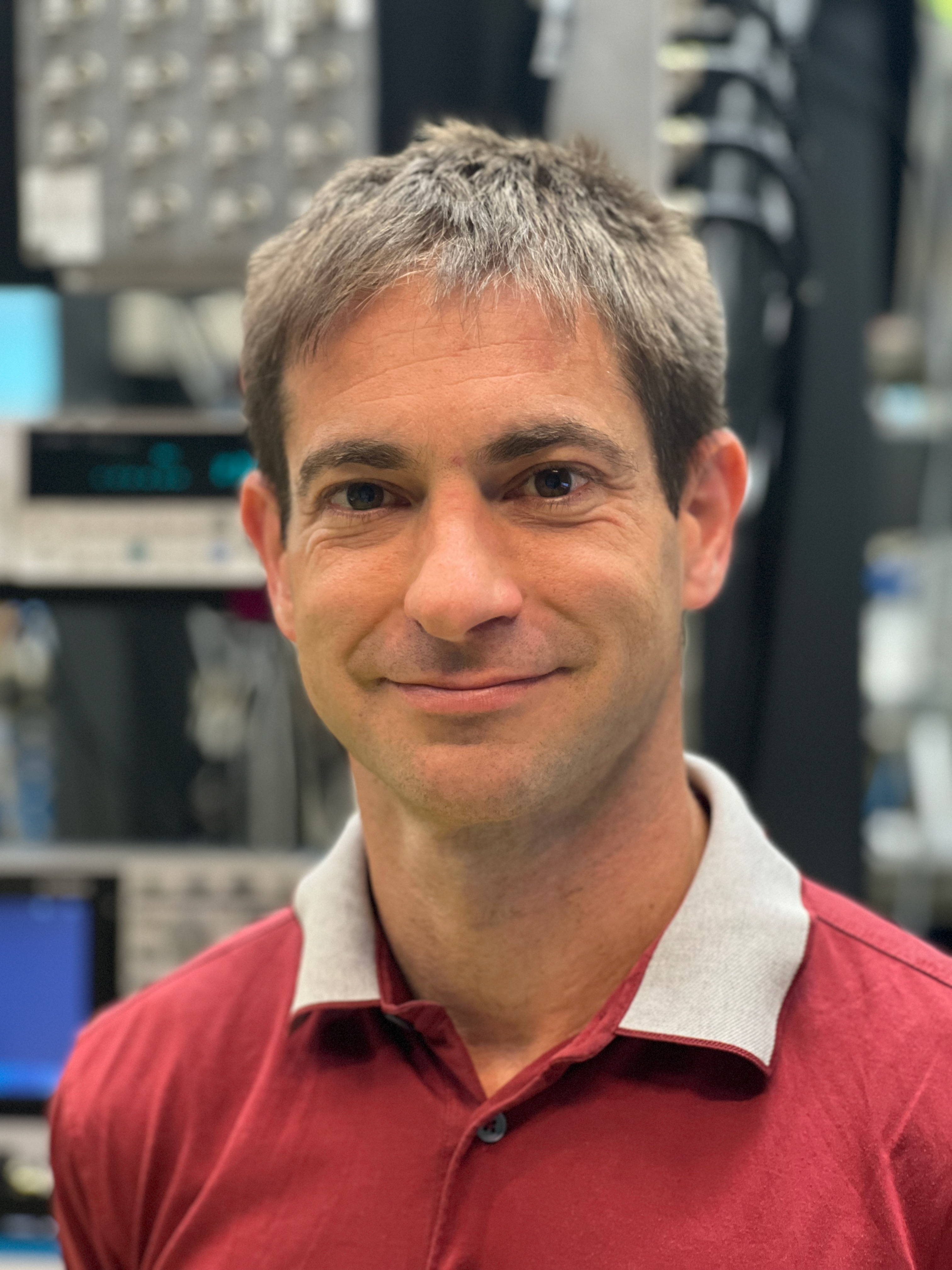
Martino Poggio

Martino Poggio (* 5. März 1978 in Tübingen) ist ein italienisch-US-amerikanischer Nanophysiker. Er ist seit 2009 Professor für Physik an der Universität Basel (Schweiz) und seit August 2022 Direktor des Swiss Nanoscience Institute an der Universität Basel. Darüber hinaus war er von September 2019 bis August 2021 Vorsitzender des Departements Physik der Universität Basel und anschliessend bis August 2023 stellvertretender Vorsitzender. Von 2020 bis 2022 agierte Poggio ausserdem als Co-Direktor des Nationalen Forschungsschwerpunkts QSIT.

## Leben
Martino Poggio, dessen Eltern aus Italien stammen und der neben der italienischen auch die amerikanische Staatsbürgerschaft hat, erhielt seinen Bachelor in Physik von der Harvard University in den USA im Jahr 2000 und seinen Doktortitel von der University of California, Santa Barbara, im Jahr 2005. Während seines Studiums arbeitete er bei David Awschalom auf dem Gebiet der ultraschnellen Optik und der Halbleiter-Spintronik und schloss seine Dissertation mit dem Titel «Spin Interactions Between Conduction Electrons and Local Moments in Semiconductor Quantum Wells» ab («Spin-Wechselwirkungen zwischen Leitungselektronen und lokalen Momenten in Halbleiter-Quantentöpfen»). Nach der Promotion begann er seine Arbeit als Post-Doc am Center for Probing the Nanoscale, einem gemeinsamen Forschungszentrum der Stanford University und IBM. Bis Ende 2008 arbeitete er im Labor am IBM Almaden Research Center in San José mit Dan Rugar an der hochempfindlichen Kernspinresonanz-Kraftmikroskopie. Im Sommer 2008 wurde er zum Assistenzprofessor am Departement für Physik der Universität Basel ernannt. Im Jahr 2013 erhielt er einen ERC Starting Grant, 2014 wurde er von der Universität zum ausserordentlichen Professor und 2020 zum ordentlichen Professor befördert. Martino Poggio ist neben Roderick Lim einer der beiden «Argovia»-Professoren für Nanowissenschaften an der Universität Basel, die vom Swiss Nanoscience Institute (SNI) finanziert werden. Seit August 2022 leitet Poggio das SNI als Direktor.

## Wirken
Poggio arbeitet vor allem im Bereich der Nanomechanik und ihrer Anwendung in der Sensorik. Dabei werden nanomechanische Sensoren für hochempfindliche Messungen von Kraft, Spin und Ladung von Materie eingesetzt. Zu den in der Halbleiterindustrie traditionellen mechanischen «Top-down»-Geräten zur Herstellung von Sensoren gesellt sich nun eine neue Klasse selbstorganisierter «Bottom-up»-Strukturen, die ein enormes Potenzial zur Verbesserung der Empfindlichkeit bieten. Dieser neue Ansatz der mechanischen Sensorik könnte den Weg für wissenschaftliche Durchbrüche in einer Vielzahl von Bereichen ebnen.
Poggio forscht zudem im Bereich Nanomagnetismus. In diesem Zusammenhang entwickelt das Team des Poggio Labs Magnetometer, die in der Lage sind, die Magnetisierung oder Streufelder zu messen, die von einzelnen Magneten im Nanometerbereich erzeugt werden. Die grundlegende Motivation besteht darin, den Magnetismus niedrigdimensionaler Systeme zu untersuchen und ein besseres Verständnis ihrer magnetischen Konfigurationen zu erlangen – Konfigurationen, die bei makroskopischen Magneten oft nicht möglich sind.

## Auszeichnungen
- 2013: Europäischer Forschungsrat ERC Starting Grant
- 2010: Cozzarelli Preis für herausragenden PNAS-Beitrag

## Publikationen (Auswahl)
- mit E. Marchiori, L. Ceccarelli, N. Rossi, G. Romagnoli, J. Herrmann, J.-C. Besse, S. Krinner, A. Wallraff: Magnetic imaging of superconducting qubit devices with scanning SQUID-on-tip. In: Applied Physics Letters. Band 121, Nr. 5, 16. Juni 2022, doi:10.1063/5.0103597.
- mit M. Wyss, K. Bagani, D. Jetter, E. Marchiori, A. Vervelaki, B. Gross, J. Ridderbos, S. Gliga, C. Schönenberger: Magnetic, thermal, and topographic imaging with a nanometer-scale SQUID-on-lever scanning probe. In: Physical review Applied. Band 17, 1. März 2022, doi:10.1103/PhysRevApplied.17.034002.
- mit E. Marchiori, L. Ceccarelli, N. Rossi, L. Lorenzelli, C. L. Degen: Nanoscale magnetic field imaging for 2D materials. In: Nature Reviews Physics. Band 4, Nr. 49, 1. Oktober 2021, S. 49–60, doi:10.1038/s42254-021-00380-9.
- mit F. R. Braakman: Force sensing with nanowire cantilevers. In: Nanotechnology. Band 30, 23. Mai 2019, doi:10.1088/1361-6528/ab19cf.
- mit N. Rossi, F. R. Braakman, D. Cadeddu, D. Vasyukov, G. Tütüncüoglu, A. Fontcuberta i Morral: Vectorial scanning force microscopy using a nanowire resonator. In: Nature Nanotechnology. Band 12, Nr. 150, 17. Oktober 2016, S. 150–155, doi:10.1038/nnano.2016.189.
- mit P. Peddibhotla, F. Xue (薛飞), H. I. T. Hauge, S. Assali, E. P. A. M. Bakkers: Harnessing nuclear spin polarization fluctuations in a semiconductor nanowire. In: Nature Physics. Band 9, Nr. 631, 23. Juli 2013, S. 631–635, doi:10.1038/nphys2731.
- mit C. L. Degen: Force-detected nuclear magnetic resonance: recent advances and future challenges. In: Nanotechnology. Band 21, Nr. 34, 30. Juli 2010, doi:10.1088/0957-4484/21/34/342001.